# Modjadjiskloof
Modimolle (do 2004 jako Duiwelskloof) – miasto, zamieszkane przez 1815 ludzi (2011), w Republice Południowej Afryki, w prowincji Limpopo.